# Freddy Geiger
Freddy «Gagi» Geiger (* 13. Mai 1955 in St. Josefen; † 16. Januar 2024) war ein Schweizer Jugendleiter, Bankangestellter und Unternehmer. Er gründete 1977 das Open Air St. Gallen.

## Leben
Geiger war an der Gründung einer lokalen katholischen Jugendorganisation Jungwacht Blauring (JUBLA) in Abtwil SG beteiligt und wurde dort einer der Gruppenleiter. Dadurch lernte er zu planen, Jugendliche zu begeistern, Zelte aufzustellen und Musik einzusetzen. Diese Erfahrungen nutzte er als 22-Jähriger, um 1977 das erste Open Air St. Gallen zu organisieren. Daraus wurde für ihn eine jährlich wiederkehrende Aufgabe bis zu seinem Rücktritt 1992. Beruflich war er als Bankangestellter bei der UBS Ostschweiz für deren Marketing und Sponsoring tätig.

## Weitere frühere Tätigkeiten
- Vorstandsmitglied des  Freundeskreises der Stiftsbibliothek St. Gallen
- Marketinggruppe St. Gallen-Bodensee Tourismus